# Zhang Yiwei
Zhang Yiwei (* 3. Oktober 1992 in Anshan) ist ein chinesischer Snowboarder. Er startet in der Disziplin Halfpipe.

## Werdegang
Zhang fuhr im August 2009 in Cardrona sein erstes FIS Weltcuprennen, welches er auf dem 40. Platz beendete. Bei den Snowboard-Weltmeisterschaften 2011 in La Molina belegte er den 39. Rang. Im Februar 2011 erreichte er mit dem dritten Platz in Calgary und dem zweiten Rang in Yabuli seine ersten Podestplatzierungen im FIS-Weltcup. Die Saison 2010/11 beendete er auf dem vierten Rang in der FIS-Halfpipewertung. Bei Weltcuprennen in Cardrona kam er 2011 und 2012 auf den dritten und zweiten Platz. Im März 2013 errang er bei der The Arctic Challenge in Oslo den zweiten Platz. Bei seiner ersten Olympiateilnahme 2014 in Sotschi belegte er den sechsten Platz. Zum Beginn der Saison 2014/15 gewann er bei den Burton High Fives in Cardrona. Es folgten zweite Plätze bei den Dew Tour Mountain Championships in Breckenridge und den U.S. Snowboarding Grand Prix und FIS-Weltcuprennen in Copper Mountain. Bei den Snowboard-Weltmeisterschaften 2015 am Kreischberg holte er Silber. Im März 2015 gewann er den U.S. Snowboarding Grand Prix und FIS-Weltcuprennen in Park City. Die Saison beendete er auf dem dritten Platz in der FIS-Freestylegesamtwertung und dem ersten Rang zusammen mit Taylor Gold in der FIS-Halfpipewertung. Bei den Snowboard-Weltmeisterschaften 2016 in Yabuli belegte er den 18. Platz im Big Air-Wettbewerb. In der Saison 2016/17 wurde er beim Weltcup in Pyeongchang Dritter und bei den Snowboard-Weltmeisterschaften 2017 in Sierra Nevada Fünfter. Bei den Winter-Asienspielen 2017 in Sapporo gewann er die Goldmedaille. In der Saison 2017/18 errang er beim Weltcup in Laax den dritten Platz und bei den Olympischen Winterspielen 2018 in Pyeongchang den 15. Platz. Im folgenden Jahr wurde er bei den Weltmeisterschaften in Park City den Achter.